# Killing Zoe
Killing Zoe är en amerikansk-fransk gangsterthriller från 1993, skriven och regisserad av Roger Avary.

## Handling
Zed är en professionell kassaskåpsknäckare som reser till Paris för att hjälpa sin barndomsvän, Eric, och några andra mannar med ett bankrån. När Zed kommer fram till sitt hotellrum träffar han den prostituerade Zoe och de förälskar sig i varandra. Men deras romans blir avbruten när Eric anländer och planerna för rånet skall börja. Rånet skall äga rum under Bastiljdagen, då alla andra butiker i närheten är stängda förutom banken. Vad Zed inte vet är att Zoe arbetar i banken just då rånet börjar och att planen inte går som planerat när polisen anländer.

## Rollista
- Eric Stoltz - Zed
- Julie Delpy - Zoe
- Jean-Hugues Anglade - Eric
- Bruce Ramsay - Ricardo
- Kario Salem - Jean
- Gary Kemp - Oliver
- Cecilia Peck - Martina
- Ron Jeremy - säkerhetsvakt (Cameo)